# Þórólfur Beck
Þórólfur Beck, noto anche come Þór Beck e negli Stati Uniti d'America come Thor Beck (Reykjavík, 21 gennaio 1940 – Reykjavík, 18 dicembre 1999), è stato un calciatore e allenatore di calcio islandese, di ruolo attaccante.

## Carriera

### Calciatore

#### Club
Inizia la carriera in patria nel KR Reykjavík, con cui vince il campionato islandese nella stagione 1959 e 1961, vincendo la classifica cannonieri per tre stagioni consecutive dal 1959 al 1961, oltre che due coppe d'Islanda.
Nel 1961 si trasferisce in Gran Bretagna per giocare nel St. Mirren, con cui gioca per tre stagioni nella massima serie scozzese, raggiungendo con il suo club la finale della Scottish Cup 1961-1962 contro i Rangers.
Nel 1964 viene ingaggiato dai Rangers, con cui vince la Scottish League Cup 1964-1965 e la Scottish Cup 1965-1966, oltre che raggiungere la finale della Scottish League Cup !965-1966 ed il secondo posto nella Scottish Division One 1965-1966.
Nel 1966 si trasferisce in Francia per giocare nel Rouen, con cui ottiene il sedicesimo posto nella Division 1 1966-1967.
Nell'estate 1967 si trasferisce negli Stati Uniti d'America per giocare nei St. Louis Stars. Con gli Stars ottenne il secondo posto della Western Division della NPSL, non qualificandosi per la finale della competizione.
Nel 1968 ritorna in patria, di nuovo in forza al KR Reykjavík, con cui vince il suo terzo campionato islandese. Terminerà la carriera agonistica l'anno seguente sempre in forza al KR.

#### Nazionale
Beck ha giocato venti incontri con la nazionale islandese tra il 1959 ed il 1969, marcando quattro reti.

##### Cronologia presenze e reti in Nazionale
| Cronologia completa delle presenze e delle reti in nazionale ― Islanda | Cronologia completa delle presenze e delle reti in nazionale ― Islanda | Cronologia completa delle presenze e delle reti in nazionale ― Islanda | Cronologia completa delle presenze e delle reti in nazionale ― Islanda | Cronologia completa delle presenze e delle reti in nazionale ― Islanda | Cronologia completa delle presenze e delle reti in nazionale ― Islanda | Cronologia completa delle presenze e delle reti in nazionale ― Islanda | Cronologia completa delle presenze e delle reti in nazionale ― Islanda |
| Data                                                                   | Città                                                                  | In casa                                                                | Risultato                                                              | Ospiti                                                                 | Competizione                                                           | Reti                                                                   | Note                                                                   |
| ---------------------------------------------------------------------- | ---------------------------------------------------------------------- | ---------------------------------------------------------------------- | ---------------------------------------------------------------------- | ---------------------------------------------------------------------- | ---------------------------------------------------------------------- | ---------------------------------------------------------------------- | ---------------------------------------------------------------------- |
| 26-6-1959                                                              | Reykjavík                                                              | Islanda                                                                | 2 – 4                                                                  | Danimarca                                                              | Qual. XVII Olimpiade                                                   | 1                                                                      |                                                                        |
| 7-7-1959                                                               | Reykjavík                                                              | Islanda                                                                | 1 – 0                                                                  | Norvegia                                                               | Qual. XVII Olimpiade                                                   | -                                                                      |                                                                        |
| 18-8-1959                                                              | Copenaghen                                                             | Danimarca                                                              | 1 – 1                                                                  | Islanda                                                                | Qual. XVII Olimpiade                                                   | -                                                                      |                                                                        |
| 21-8-1959                                                              | Oslo                                                                   | Norvegia                                                               | 2 – 1                                                                  | Islanda                                                                | Qual. XVII Olimpiade                                                   | -                                                                      | 3’                                                                     |
| 9-6-1960                                                               | Oslo                                                                   | Norvegia                                                               | 4 – 0                                                                  | Islanda                                                                | Amichevole                                                             | -                                                                      |                                                                        |
| 3-8-1960                                                               | Reykjavík                                                              | Islanda                                                                | 0 – 5                                                                  | Germania                                                               | Amichevole                                                             | -                                                                      |                                                                        |
| 11-9-1960                                                              | Dublino                                                                | Irlanda                                                                | 2 – 1                                                                  | Islanda                                                                | Amichevole                                                             | -                                                                      |                                                                        |
| 19-6-1961                                                              | Reykjavík                                                              | Islanda                                                                | 4 – 3                                                                  | Paesi Bassi                                                            | Amichevole                                                             | 1                                                                      |                                                                        |
| 16-9-1961                                                              | Londra                                                                 | Inghilterra                                                            | 1 – 0                                                                  | Islanda                                                                | Amichevole                                                             | -                                                                      |                                                                        |
| 9-7-1962                                                               | Reykjavík                                                              | Islanda                                                                | 1 – 3                                                                  | Norvegia                                                               | Amichevole                                                             | -                                                                      |                                                                        |
| 12-8-1962                                                              | Dublino                                                                | Irlanda                                                                | 4 – 2                                                                  | Islanda                                                                | Qual. Euro 1964                                                        | -                                                                      |                                                                        |
| 2-9-1962                                                               | Reykjavík                                                              | Islanda                                                                | 1 – 1                                                                  | Irlanda                                                                | Qual. Euro 1964                                                        | -                                                                      |                                                                        |
| 10-8-1964                                                              | Reykjavík                                                              | Islanda                                                                | 4 – 3                                                                  | Bermuda                                                                | Amichevole                                                             | 2                                                                      |                                                                        |
| 23-8-1964                                                              | Reykjavík                                                              | Islanda                                                                | 0 – 2                                                                  | Finlandia                                                              | Amichevole                                                             | -                                                                      | Cap.                                                                   |
| 5-7-1965                                                               | Reykjavík                                                              | Islanda                                                                | 1 – 3                                                                  | Danimarca                                                              | Amichevole                                                             | -                                                                      | Cap.                                                                   |
| 2-7-1968                                                               | Reykjavík                                                              | Islanda                                                                | 1 – 3                                                                  | Germania                                                               | Amichevole                                                             | -                                                                      | Cap.                                                                   |
| 18-7-1968                                                              | Reykjavík                                                              | Islanda                                                                | 0 – 4                                                                  | Norvegia                                                               | Amichevole                                                             | -                                                                      | Cap. - 9’                                                              |
| 23-6-1969                                                              | Reykjavík                                                              | Islanda                                                                | 2 – 1                                                                  | Bermuda                                                                | Amichevole                                                             | -                                                                      |                                                                        |
| 21-7-1969                                                              | Trondheim                                                              | Norvegia                                                               | 2 – 1                                                                  | Islanda                                                                | Amichevole                                                             | -                                                                      | 80’                                                                    |
| 24-7-1969                                                              | Helsinki                                                               | Finlandia                                                              | 3 – 1                                                                  | Islanda                                                                | Amichevole                                                             | -                                                                      |                                                                        |
| Totale                                                                 |                                                                        | Presenze                                                               | 20                                                                     |                                                                        | Reti                                                                   | 4                                                                      |                                                                        |

### Allenatore
Nel 1970, ritiratosi dall'attività agonistica, allena per una stagione l'ÍBV Vestmannæyja, con cui ottiene il settimo e penultimo posto nella 1. deild 1970.

## Palmarès

### Nazionali
- Campionato islandese: 3

KR Reykjavík: 1959, 1961, 1969
- Coppa d'Islanda: 2

KR Reykjavík: 1960, 1961
- Coppa di Lega Scozzese: 1

Rangers: 1964-1965
- Coppa di Scozia: 1

Rangers: 1965-1966

### Individuali
- Capocannoniere della 1. deild: 2

1959 (11 gol), 1960 (15 gol), 1961 (16 gol)